# Eußenheim
Eußenheim er en kommune i Landkreis Main-Spessart i regierungsbezirk Unterfranken i den tyske delstat Bayern.

## Geografi
Eußenheim ligger ved floden Wern, i Region Würzburg, i det "Fränkischen Weinland".
I kommunen ligger ud over Eußenheim, landsbyerne Aschfeld, Bühler, Hundsbach, Münster og Obersfeld samt bebyggelsen Schönarts.